# Київський кобзарський цех

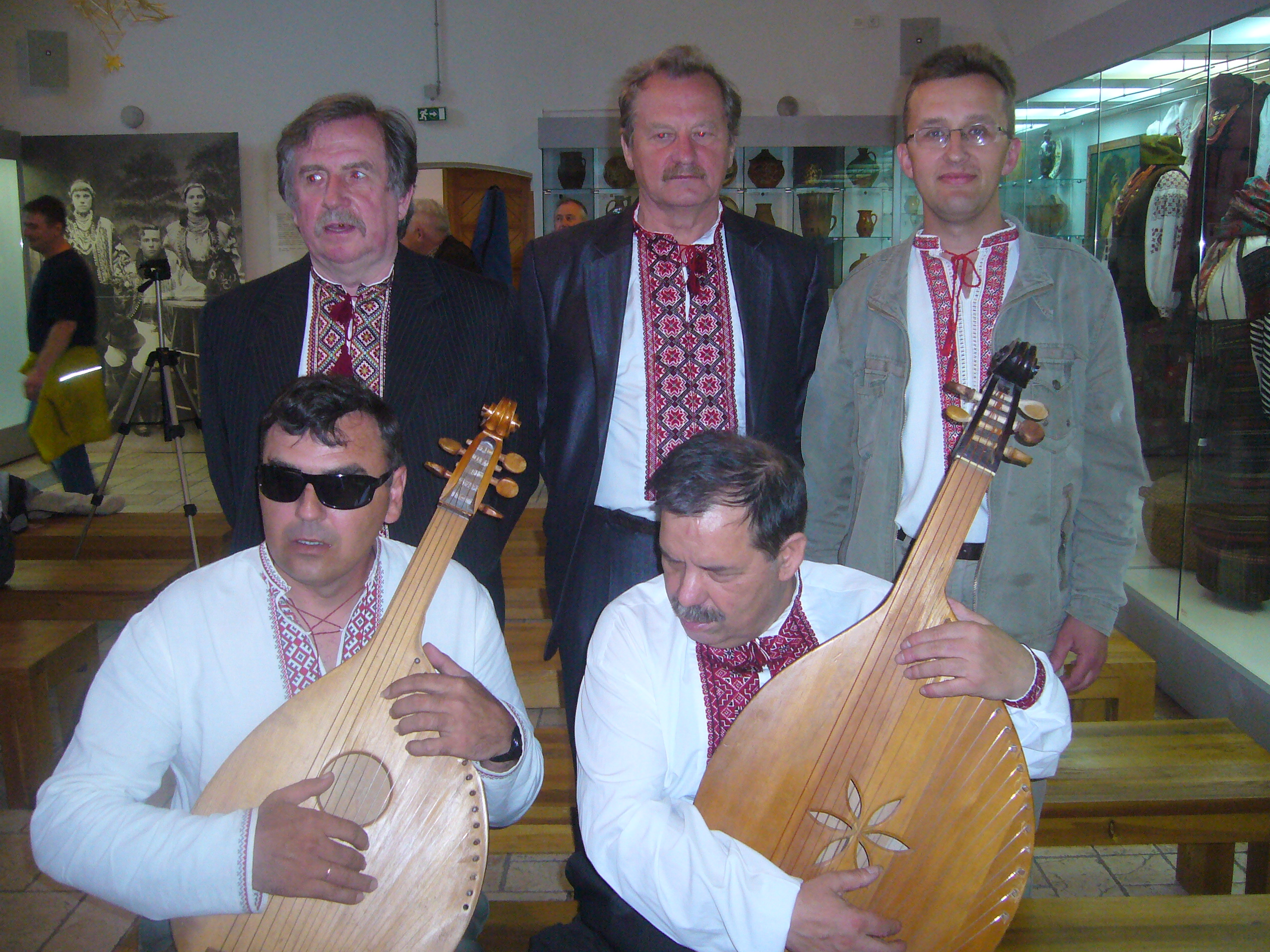
Панмайстри кобзарських цехів з незрячими виконавцями: Михайло Хай (Львівський цех), Микола Товкайло (київський цех), Костянтин Черемський (Харківський цех)(вгорі); Лайош Молнар та Олександр Тріус (нижній ряд).

Київський кобзарський цех — це спільнота дослідників, реконструкторів і просто любителів кобзарської традиції, яка була створена учнями та послідовниками бандуриста Георгія Ткаченка наприкінці 1970-х років.
Спочатку цехове об'єднання діяло неофіційно, але після проголошення незалежності України та смерті Г.Ткаченка на пропозицію Михайла Хая набирає формальної структури.
Його очолюють Микола Будник (від заснування до 2001 року) та Микола Товкайло (від 2001 року). Кобзарський Цех плідно співпрацює з колективом  Музею Івана Гончара,  з його першоим очільником Іваном  Гончаром і по сьогодні з директором   Петром Гончаром.  В стінах цього культурного центру вони виступають з  піснями,  проводять майстеркласи із створення кобзарських інструментів, навчають майстерності гри.
Київський цех дотримується засад діяльності кобзарських цехів, сформульованих Ф.Колессою на підставі вивчених ним матеріалів:
- Професійні співаки організовувалися за взірцями ремісничих цехів під патронатом церкви, на засадах виборних і остаточної інстанції — в справах суду, економічних питань, приймання нових членів загальними зборами.
- Цех мав постійне місце свого перебування — зазвичай місто чи містечко — і свій район діяльності, оберігав свої, закріплені традиціями, права від експлуатації чужих осіб і товариств.

До Київського кобзарського цеху належать або належали: Микола Будник, Микола Товкайло, Сергій Радько, Сергій Перехожук, Вадим Шевчук, Кость Черемський, Сергій Павліченко, Тарас Дочило, Олександр Кіт, Павло Зубченко, Руслан Козленко, Михайло Хай, Володимир Кушпет, Віктор Мішалов, Олесь Санін, Тарас Компаніченко, Едуард Драч, Тарас Силенко, Юрій Фединський, Ярослав Крисько та інші.

## Наукова та дослідницька діяльність
В спільноті Кобзарського цеху декілька науковців — доктор наук, проф. М.Й Хай, кандидати наук М. Т. Товкайло, К. П. Черемський, які мають публікації й видання з питань традиційного кобзарства.

## Реконструкторська діяльність
За час існування Київського кобзарського цеху в ньому було реконструйовано більш як 17 типів автентичних народних інструментів. Серед них — старосвітська бандура, вересаївська кобза, гуслі-словіші, гуслі шоломоподібні, гудок давньокиївський, гудок половецький, кобза-«мамаївка», кобза по Рігельману, ліра колісна та інші.

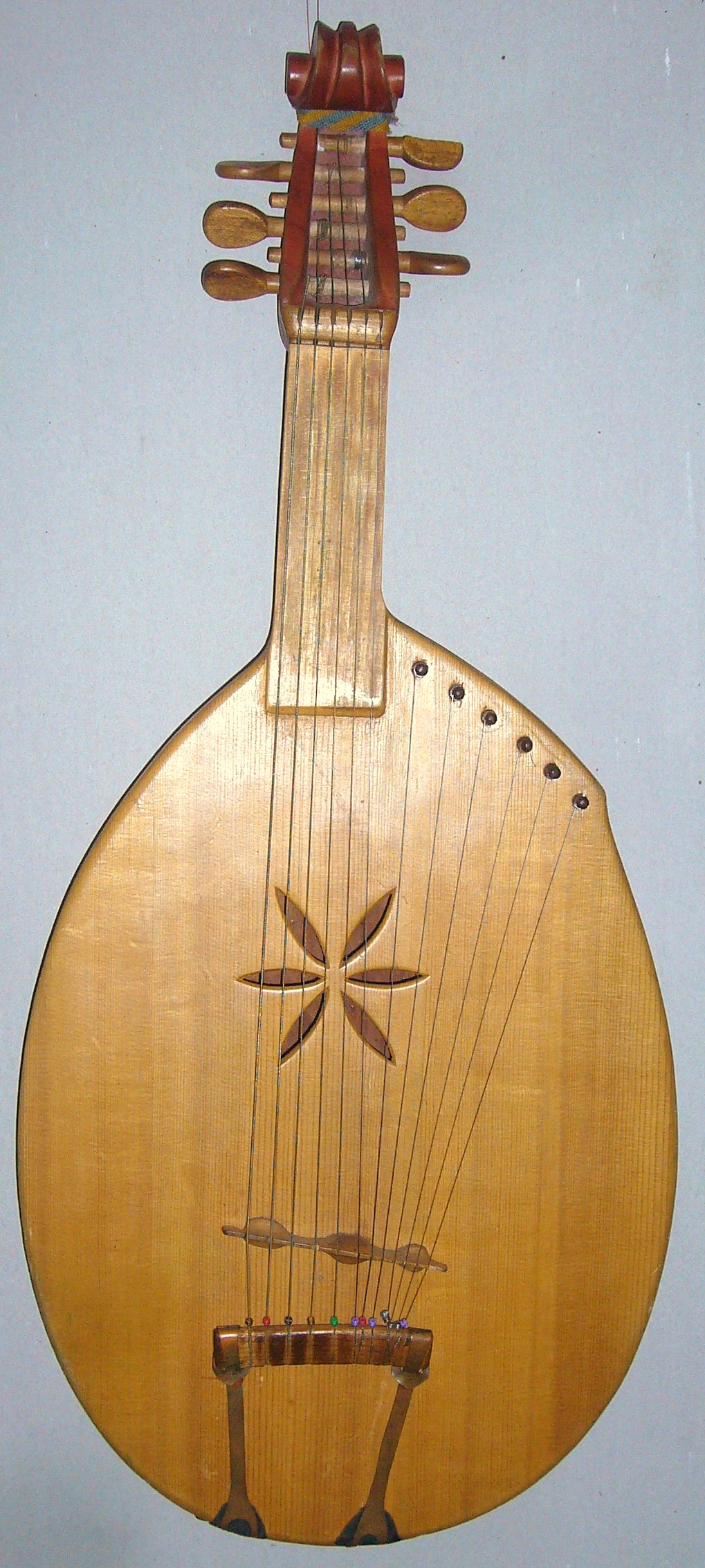
Кобза вересаївська роботи М.Будника (  1994   р.)
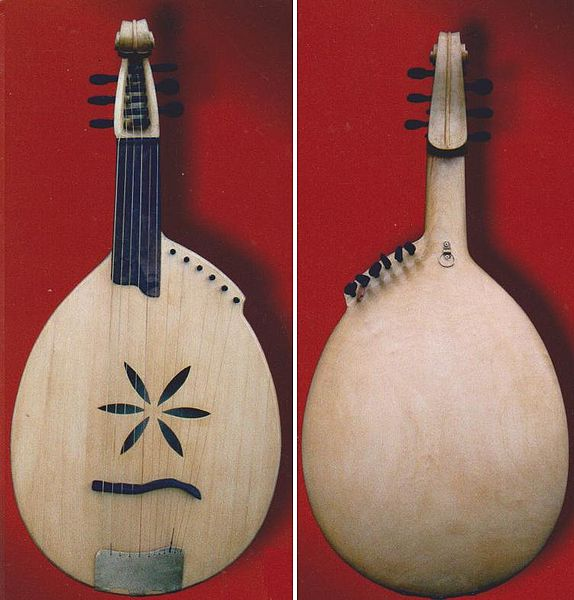
Кобза вересаївська роботи Руслана Козленка, учня Миколи Будника
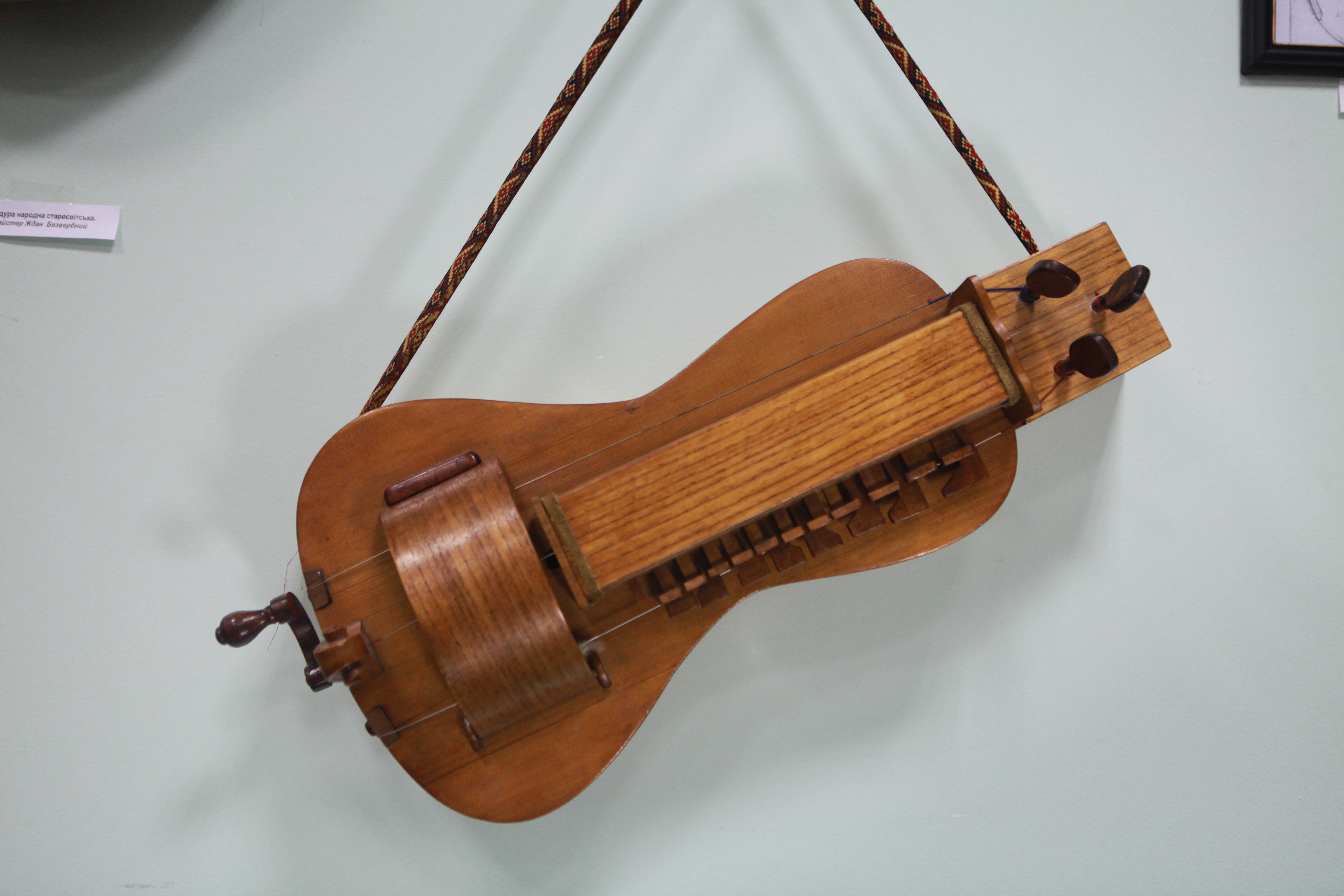
Колісна ліра роботи майстра Олександра Кота, учня Миколи Будника

## Фестиваль «Кобзарська Трійця»
З 2008 року Київський кобзарський цех проводить фестиваль «Кобзарська Трійця», в програмі котрого вже традиційно проводяться прес-конференції, наукові конференції, майстер-класи з виготовлення музичних інструментів та гри на них, освячення інструментів та традиційних танців під троїсту музику.

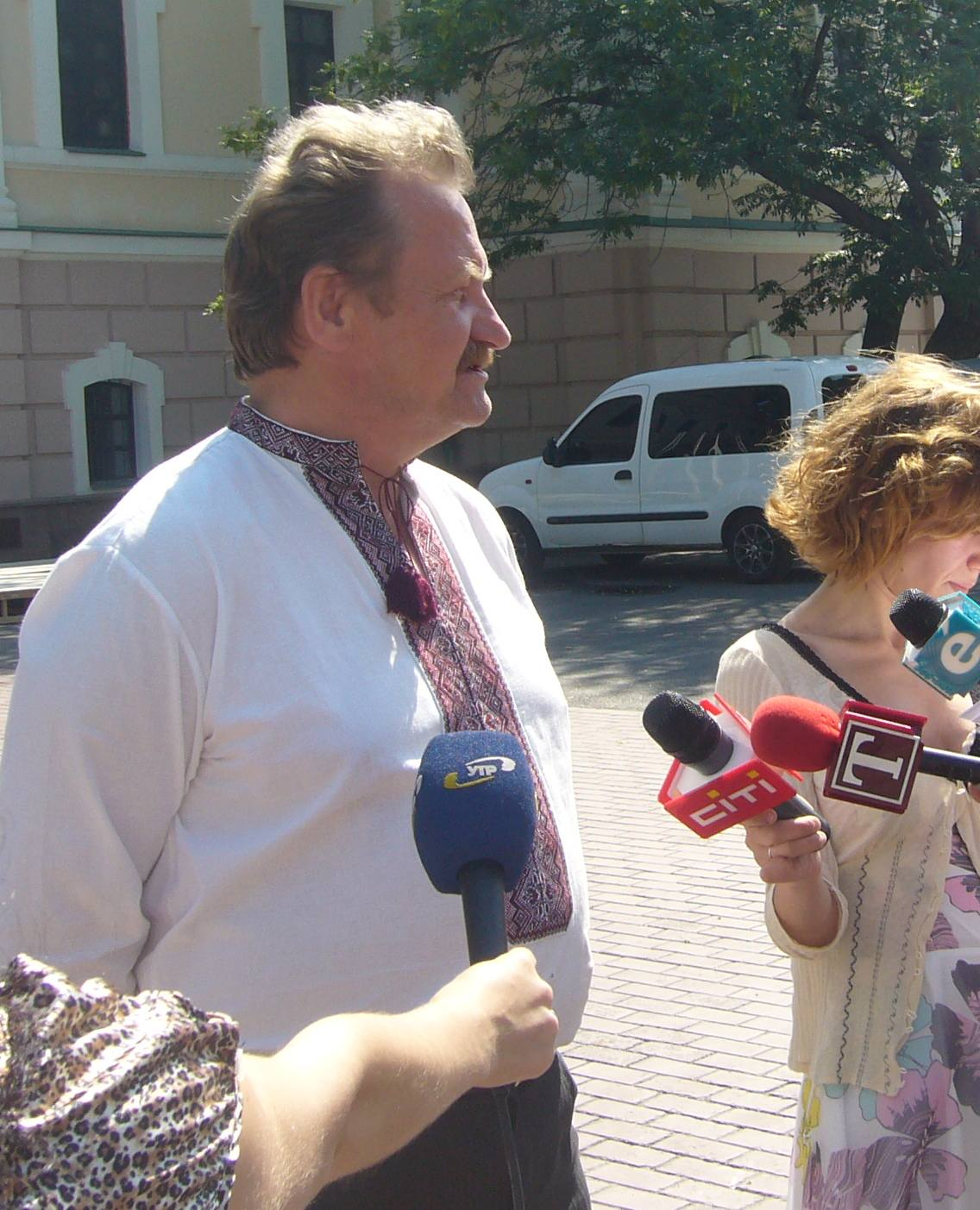
М.Т. Товкайло відкриває фестиваль "Кобзарська Трійця" 2008 р.
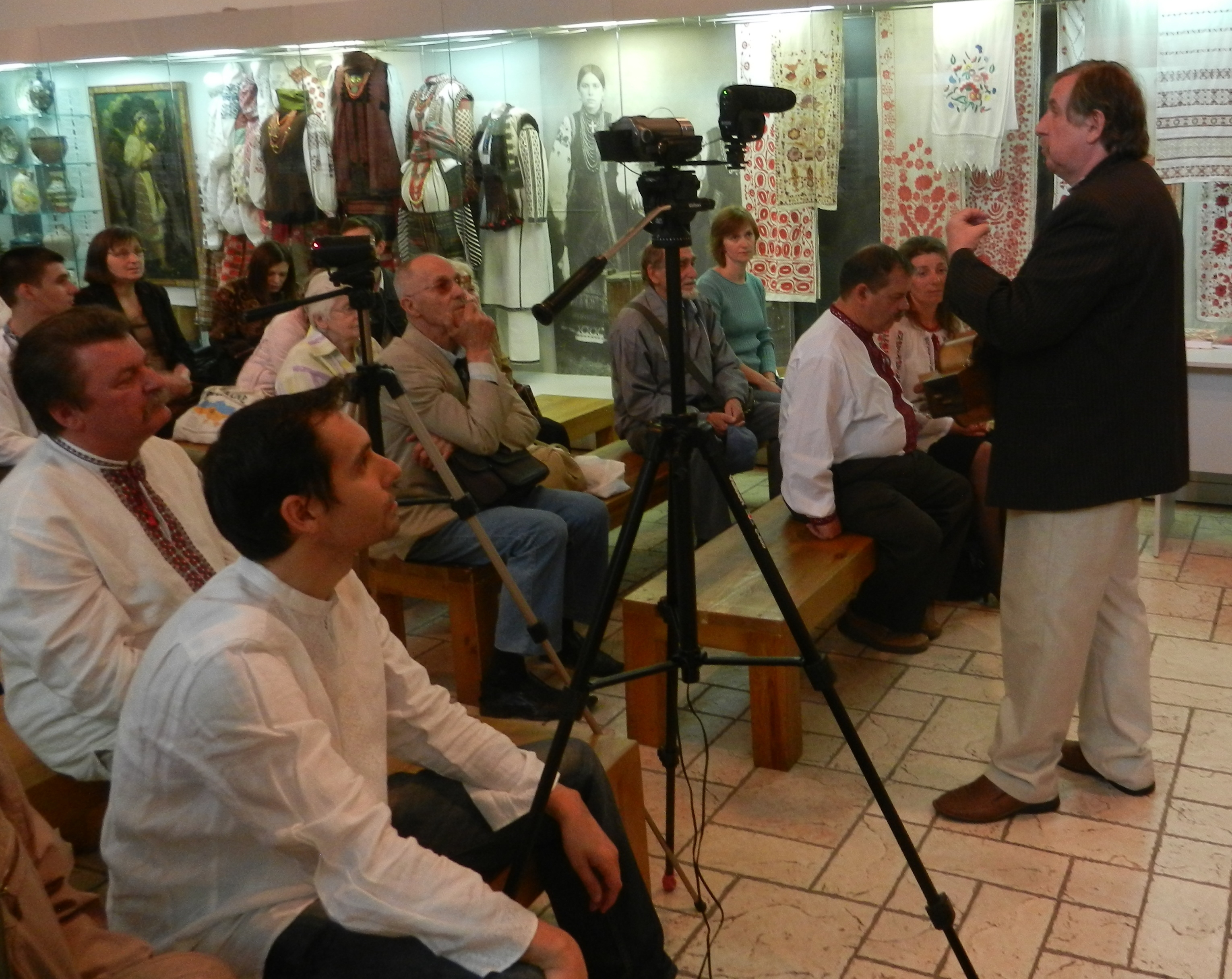
Михайло Хай веде наукову конференцію на фестивалі "Кобзарська Трійця-2012"
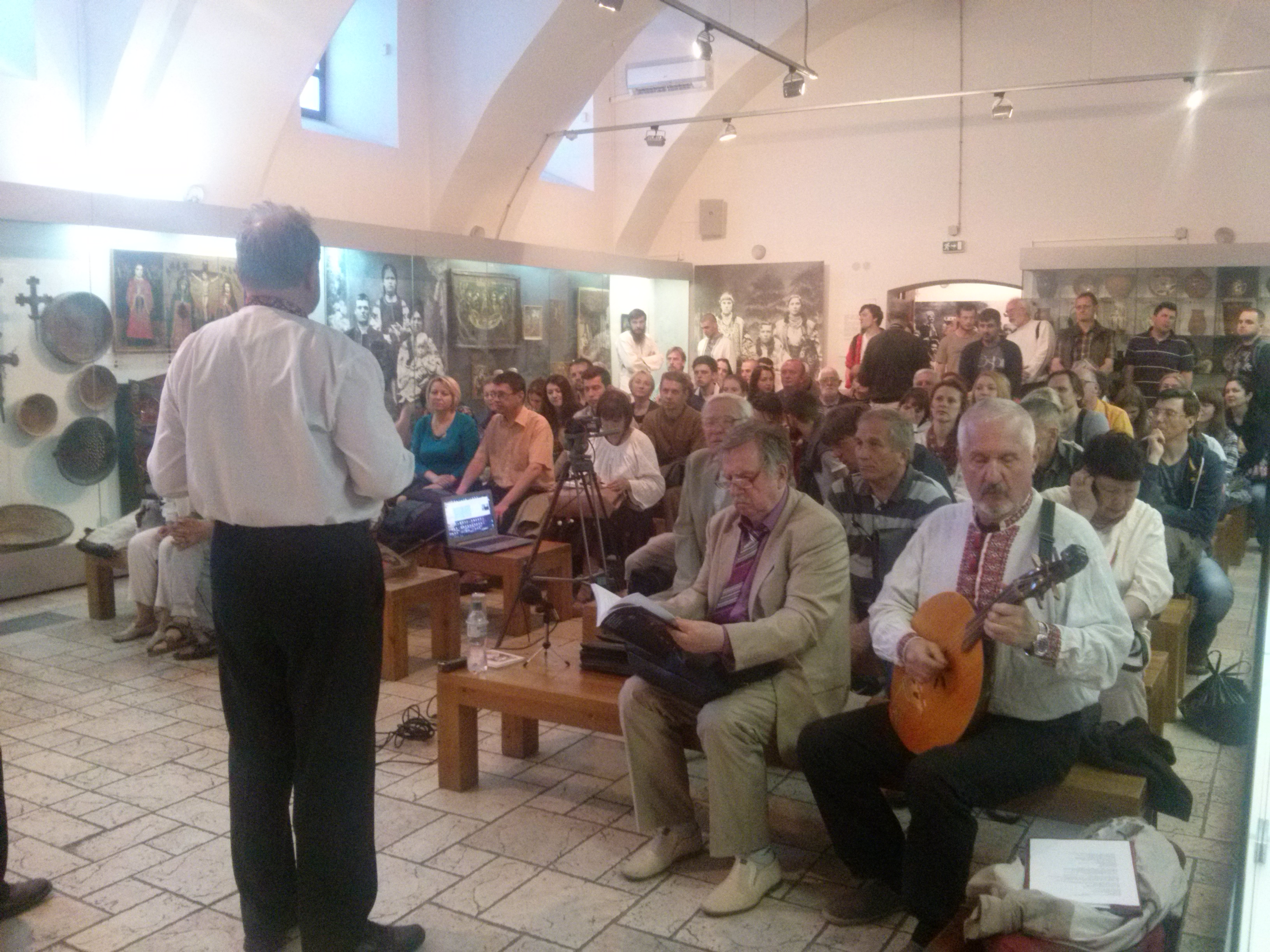
Концерт Кобзарського цеху на Фестивалі "Кобзарська Трійця" в Музеї Івана Гончара 3.06.2017 року
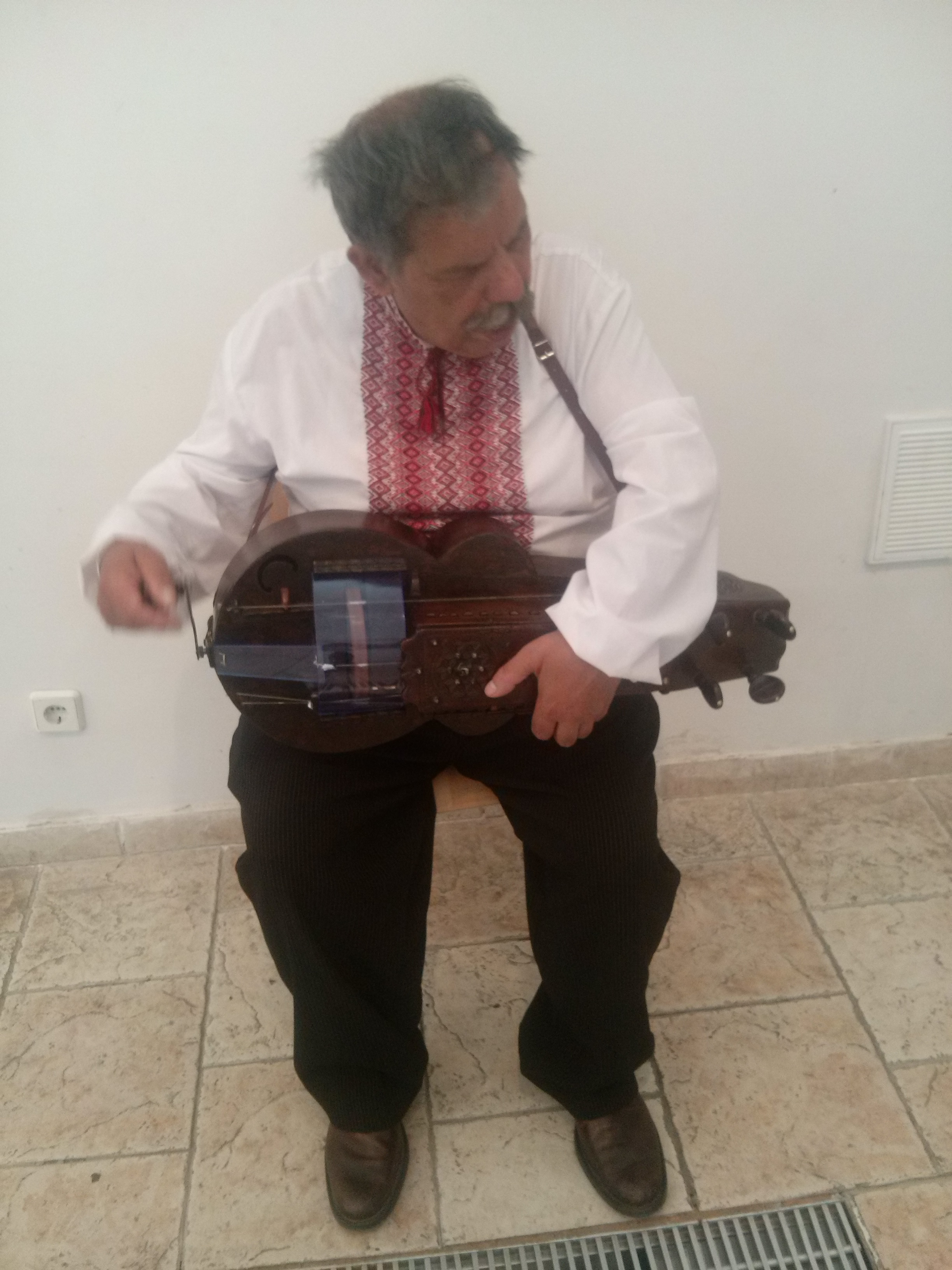
Незрячий лірник Лайош Молнар (Львів) грає на старовинній німецькій лірі XVII ст., яку реконструйовав відомий німецький майстер народних інструментів Курт Райхманн

## Дискографія
- «Кто кріпко на Бога уповая» ПСАЛЬМИ ТА КАНТИ, Кобзарський цех — «Оберіг XXI»,2003